# Francesco Margiotta
Francesco Margiotta, född 15 juli 1993, är en italiensk fotbollsspelare som spelar för Rànger's.

## Karriär
Den 20 oktober 2021 värvades Margiotta av Melbourne Victory, där han skrev på ett ettårskontrakt.
I augusti 2022 återvände Margiotta till Italien och skrev på för Serie C-klubben Latina. Den 31 januari 2023 lånades han ut till Novara. Den 10 oktober 2023 värvades Margiotta av Serie C-klubben Sestri Levante.
Den 15 februari 2024 värvades Margiotta av rumänska Botoșani, där han skrev på ett 1,5-årskontrakt.